# 牛島町 (富山市)
牛島町（うしじままち）は、富山県富山市の町名である。
1965年（昭和40年）4月1日に大字牛島、牛島新町、愛宕の各一部が合併して成立した。

## 地理
富山駅の北側に位置する。町の中央にはブールバールが通っている。

## 施設
- 北陸電力本社
- アーバンプレイス
- 富山市芸術文化ホール（オーバード・ホール）
- 百川ビル
- Dタワー富山
- 富山武道館
- 北日本放送
- オークスカナルパークホテル富山
- オークスカナルパークホテル富山前停留場（富山地方鉄道富山港線）